# Las Fuentezuelas
Las Fuentezuelas es un barrio de la ciudad de Jaén. Se encuentra situado entre la avenida de Andalucía y las vías de ferrocarril Jaén-Espeluy. La Avenida de Arjona lo separa del barrio de Peñamefécit y la zona ajardinada del parque del Barrio lo separa de la Urbanización Azahar. Fue la principal zona de expansión de la ciudad en los años 90.

## Descripción
El barrio de Las Fuentezuelas es un barrio residencial joven situado en el oeste de Jaén. Debe su denominación a una serie de fuentes de agua, la mayoría desaparecidas, que había por la zona y que hoy dan nombre a casi todas sus calles. Se encuentra cerca de la A-316 y en él comienza la Vía Verde del Aceite, antiguo camino ferroviario (perteneciente a la desaparecida línea Linares-Puente Genil) que permite ir caminando o en bicicleta a Torredelcampo, Torredonjimeno, Martos y Alcaudete.
Se organiza en dos zonas diferenciadas en torno a sendas calles principales. La llamada primera fase en torno a la calle Fuente de la Plata y la segunda fase en torno a la calle Fuente del Alamillo. Entre ambas zonas se dispone una zona verde, de equipamiento y servicios.

## Lugares de interés
- Parroquia Santa María, Madre de la Iglesia.[1][2]
- El Complejo Polideportivo Las Fuentezuelas[3] es un importante complejo deportivo que cuenta con un pabellón polideportivo cubierto, campo de fútbol de césped artificial, un velódromo, pistas de tenis, pistas polideportivas, piscina cubierta y piscina de verano.
- El parque infantil Ciudad de los Niños,[4] gran espacio con multitud de espacios de diversión para niños.
- Diferentes centros educativos:
  - IES Las Fuentezuelas.[5]
  - IES Az-Zait.[6]
  - CP Navas de Tolosa.[7]
  - CP Agustín Serrano de Haro.
  - Escuela Infantil Municipal Fuentezuelas.
- Amplias zonas verdes.
- Vía Verde del Aceite.
- Sede de la Tesorería General de la Seguridad Social (TGSS) y del Instituto Nacional de la Seguridad Social (INSS).